# アフマドナガル

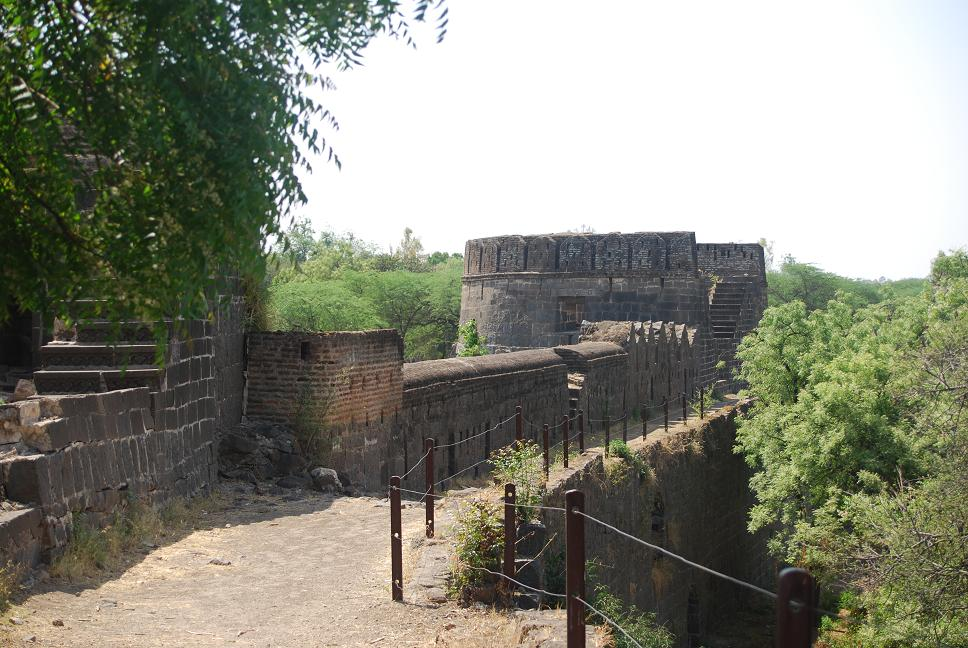
アフマドナガル城

アフマドナガル（マラーティー語：अहमदनगर, 英語：Ahmadnagar/Ahmednagar）は、インドのマハーラーシュトラ州、アフマドナガル県の都市。同県の県庁所在地でもあり、かつてアフマドナガル王国の首都でもあった。

## 名称
アフマドナガルという都市の名称は、「アフマドの都市（ナガル）」を意味している。
別表記ではアフメドナガル、アーマドナガル、アーメドナガルとも表記される。

## 歴史

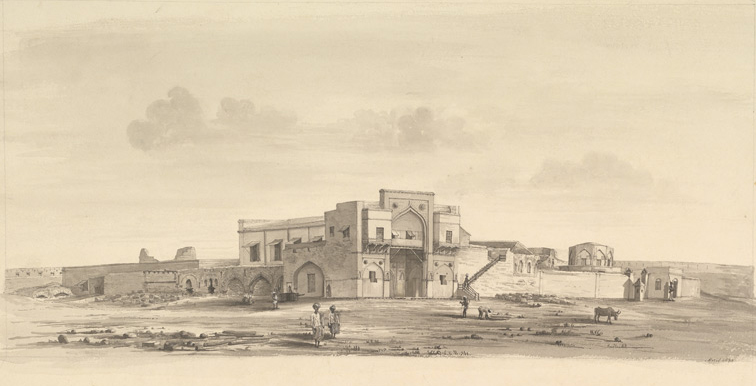
アフマドナガル城（1831年）

1490年、ダウラターバード太守の地位にあったアフマド・ニザームル・ムルクはバフマニー朝から独立し、アフマドナガル王国を建国すると、アフマドナガルとアフマドナガル城の建設を行った。
1600年以降、アフマドナガル王国とムガル帝国との間でアフマドナガルと城が争奪されたが、1633年に城は帝国のものとなった。
その後、この都市はアウランガーバードとともに、皇帝アウラングゼーブのデカン進出の拠点に使用され、最終的に彼もこの地で没している。
18世紀に入ると、1724年にニザーム王国、1795年にマラーター王国、1797年にシンディア家の支配の領すところとなり、1803年にイギリスに占領された。
割譲後、この地はボンベイ管区に編入され、1947年の独立後はボンベイ州へ、1960年の州再編でマハーラーシュトラ州へと編入された。

## 地理
- ムンバイから東へおよそ200km